# Damaeus maximus
Damaeus maximus är en kvalsterart som beskrevs av Mihelcic 1957. Damaeus maximus ingår i släktet Damaeus och familjen Damaeidae. Inga underarter finns listade i Catalogue of Life.